# Landgericht Neuruppin

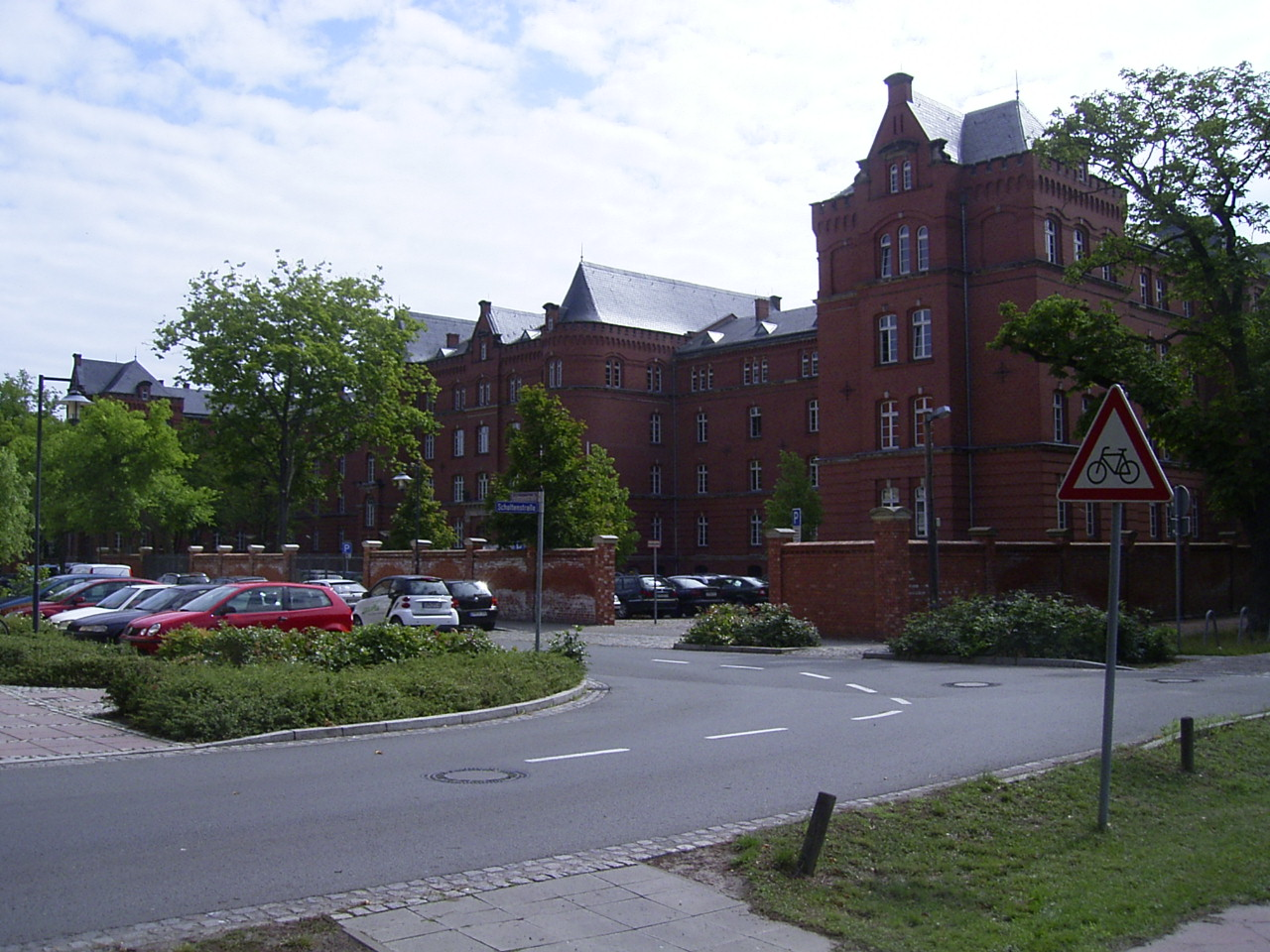
Landgericht Neuruppin (2008)

Das Landgericht Neuruppin ist ein Gericht der ordentlichen Gerichtsbarkeit und eines von vier Landgerichten in Brandenburg. Es hat seinen Sitz in Neuruppin, bestand bereits im 19. und frühen 20. Jahrhundert, damals im eigenen Gebäude in der Friedrich-Wilhelm-Straße, gegenüber der Pfarrkirche (heute genutzt durch das Amtsgericht). Im Jahr 1993 wurde es wiedereingerichtet.

## Instanzenzug
Zum Gerichtsbezirk gehören die Amtsgerichte Neuruppin, Oranienburg, Perleberg, Prenzlau, Schwedt/Oder (seit dem 1. Januar 2013) und Zehdenick. Dem Landgericht Neuruppin ist das Brandenburgische Oberlandesgericht übergeordnet.

## Geschichte

### Vorgeschichte
Im Jahre 1849 wurden in Preußen einheitlich Kreisgerichte geschaffen. Die bisherigen Gerichte, darunter die Patrimonialgerichte wurde daher aufgehoben und es entstand das Königliche Kreisgericht Neuruppin. Es umfasste den Kreis Ruppin. Zuständiges Appellationsgericht blieb das Kammergericht.

### Gründung
Das königlich preußische Landgericht Neuruppin wurde mit Wirkung zum 1. Oktober 1879 als eines von neun Landgerichten im Bezirk des Kammergerichtes gebildet. Der Sitz des Gerichtes war Neuruppin. Das Landgericht war danach für die Kreise Ost-Prignitz, West-Prignitz und Neuruppin sowie einen Teil des Landkreises Osthavelland zuständig. Ihm waren folgende 15 Amtsgerichte zugeordnet:
| Amtsgericht                    | Sitz               | Bezirk |
| ------------------------------ | ------------------ | --- |
| Amtsgericht Cremmen            | Cremmen            | aus dem Landkreis Osthavelland der Stadtbezirk Cremmen und die Amtsbezirke Bärenklau, Beetz, Groß-Ziethen und Neuholland Forst sowie der Amtsbezirk Staffelde ohne den Gemeindebezirk Börnicke |
| Amtsgericht Fehrbellin         | Fehrbellin         | aus dem Landkreis Osthavelland der Stadtbezirk Fehrbellin und die Amtsbezirke Brunne, Fehrbellin und Linum sowie der Amtsbezirk Königshorst ohne den Gemeindebezirk und Gutsbezirk Hertefeld und des Gutsbezirks Kienberg |
| Amtsgericht Gransee            | Gransee            | aus dem Landkreis Ruppin der Stadtbezirk Gransee und die Amtsbezirke Altlüdersdorf, Buberow, Häsen und Zernickow sowie der Amtsbezirk Löwenberg ohne die Teile, die dem Amtsgericht Lindow zugeordnet waren und den Amtsbezirk Rauschendorf ohne den Gemeindebezirk Rönnebeck |
| Amtsgericht Havelberg          | Havelberg          | - aus dem Landkreis Westprignitz der Stadtbezirk Havelberg und die Amtsbezirke Damerow, Groß Leppin, Havelberger Forst, Nitzow, Plattenburg und Quitzöbel sowie die Gemeindebezirke Abbendorf, Haverland und Legde aus dem Amtsbezirk Rühstädt - aus dem Landkreis Ostprignitz der Amtsbezirk Breddin und der Gemeindebezirk Sophiendorf aus dem Amtsbezirk Lohm                                                                                             |
| Amtsgericht Kyritz             | Kyritz             | Kreis Ostprignitz ohne die Teile, die den Amtsgerichten Havelberg, Meyenburg, Pritzwalk, Rheinsberg und Wittstock zugeordnet waren |
| Amtsgericht Lenzen             | Lenzen             | aus dem Landkreis Westprignitz der Stadtbezirk Lenzen und die Amtsbezirke Birkholz, Bochin, Eldenburg, Gadow, und Lenzerwische, den Amtsbezirk Boberow ohne den Gemeindebezirk und Gutsbezirk Mankmuß, den Amtsbezirk Lanz ohne den zum Amtsgericht Wittenberge gehörenden Teil und der Gemeindebezirk Milow und der Gutsbezirk Zapel aus dem Amtsbezirk Pinnow                                                                                              |
| Amtsgericht Lindow             | Lindow             | aus dem Landkreis Ruppin der Stadtbezirk Lindow und die Amtsbezirke Meseberg, und Rüthnick, den Amtsbezirk Köpernitz ohne den zum Amtsgericht Rheinsberg gehörenden Teil, der Gemeindebezirk Wulkow und der Gutsbezirk Wulkow-Gühlen aus dem Amtsbezirk Gnewikow, den Gemeindebezirk Teschendorf und die Gutsbezirke Hoppenrade, Neuhof und Neuendorf-Schleuen aus dem Amtsbezirk Löwenberg und der Gemeindebezirk Rönnebeck aus dem Amtsbezirk Rauschendorf |
| Amtsgericht Meyenburg          | Meyenburg          | aus dem Landkreis Ostprignitz der Stadtbezirk Meyenburg und die Amtsbezirke Gut Meyenburg, Freyenstein, Marienfließ und Nettelbeck, den Amtsbezirk Frehne ohne die Gemeindebezirke Mertensdorf und Schmarsow und der Amtsbezirk Rapshagen ohne den Gemeindebezirk und Gutsbezirk Rapshagen |
| Amtsgericht Neuruppin          | Neuruppin          | Kreis Ruppin ohne die Teile, die den Amtsgerichten Gransee, Lindow, Rheinsberg und Wusterhausen zugeordnet waren |
| Amtsgericht Perleberg          | Perleberg          | Kreis Westprignitz ohne die Teile, die den Amtsgerichten Havelberg, Lenzen, Pritzwalk und Wittenberge zugeordnet waren |
| Amtsgericht Pritzwalk          | Pritzwalk          | aus dem Landkreis Ostprignitz der Stadtbezirk Pritzwalk, die Amtsbezirke Eggersdorf, Falkenhagen, Hoppenrade, Krams, Laaske, Luggendorf, Mesendorf und Streckenthin, die Gemeindebezirke Breitenfeld, Schönebeck, Mertensdorf, Schmarsow, Bölzke, Lankenow und den Gemeindebezirk und Gutsbezirk Rapshagen aus anderen Amtsbezirken |
| Amtsgericht Rheinsberg         | Rheinsberg         | - aus dem Landkreis Ostprignitz der Flecken Zechlin und der Amtsbezirk Oberförsterei Zechlin - aus dem Landkreis Ruppin der Stadtbezirk Rheinsberg, die Amtsbezirke Groß-Zerlang, Linow, Menz und Rheinsberg, der Gemeindebezirk Basdorf aus dem Amtsbezirk Neu-Glienicke und die Gemeindebezirke Dollgow und Zechow sowie die Gutsbezirke Köpernitz, Schulzenhof, Rheinshagen und Wassermühle aus dem Amtsbezirk Köpernitz                                  |
| Amtsgericht Wittenberge        | Wittenberge        | aus dem Landkreis Westprignitz der Stadtbezirk Wilsnack und Wittenberge, die Amtsbezirke Cumlosen, Weisen und Wilsnack, der Amtsbezirk Rühstädt ohne die Teile, die dem Amtsgericht Havelberg zugeordnet waren, der Gemeindebezirk Bentwisch aus dem Amtsbezirk Dergenthin und die Gemeindebezirke Jagel und Lütkenwisch sowie der Gutsbezirk Jagel aus dem Amtsbezirk Lanz                                                                                  |
| Amtsgericht Wittstock          | Wittstock          | aus dem Landkreis Ostprignitz der Stadtbezirk Wittstock, die Amtsbezirke Dransee, Eichenfelde, Goldbeck, Gadow, Landarmenhaus Wittstock, Liebenthal, Maulbeerwalde, Neuendorf-Ost, Neuendorf-West, Rosenwinkel und Zaatzke, der Amtsbezirk Fretzdorf ohne die Gemeindebezirke Lellichow, Teetz und den Gutsbezirk Ganz sowie den Amtsbezirk Heiligengrabe ohne die Teile, die dem Amtsgericht Pritzwalk zugeordnet waren                                     |
| Amtsgericht Wusterhausen/Dosse | Wusterhausen/Dosse | aus dem Landkreis Ruppin die Stadtbezirke Neustadt a. D. und Wusterhausen, die Amtsbezirke Dessow, Dreetz, Friedrich-Wilhelm-Gestüt, Ganzer, Garz, Kampehl, Klausiushof, Rackel, Plänitz und Wildberg |

Der Landgerichtsbezirk hatte 1888 zusammen 230.672 Einwohner. Am Gericht waren ein Präsident, ein Direktor und sechs Richter tätig.

### Weitere Geschichte
Nach der Abschaffung der Länder der DDR im Jahr 1952 wurde die Gerichtsstruktur völlig neu gefasst. Die Amts-, Land- und Oberlandesgerichte wurden aufgelöst (darunter auch das Landgericht Neuruppin). Stattdessen wurden auf Ebene des Bezirkes Potsdam das Bezirksgericht Potsdam und auf Kreisebene das Kreisgericht Neuruppin eingerichtet. Das Brandenburgische Gerichtsneuordnungsgesetz (BbgGerNeuOG), verkündet als Artikel 1 des Gesetzes zur Neuordnung der ordentlichen Gerichtsbarkeit und zur Ausführung des Gerichtsverfassungsgesetzes im Land Brandenburg vom 14. Juni 1993, verfügte zum 1. Dezember 1993 die Fortführung der bestehenden Kreisgerichte als Amtsgerichte, die Fortführung der Bezirksgerichte in Cottbus, Frankfurt (Oder) und Potsdam als Landgerichte und die Errichtung eines weiteren Landgerichtes in Neuruppin.

## Gerichtsgebäude
Neben dem Arbeitsgericht Neuruppin und der Staatsanwaltschaft ist das Landgericht in Gebäuden der ehemaligen preußischen Königstorkaserne untergebracht.

## Bekannte Urteile
Das Landgericht Neuruppin urteilte u. a. im Verfahren gegen zwei ehemalige DDR-Staatsanwälte wegen Rechtsbeugung zum Nachteil des Regimekritikers Robert Havemann, im Mordfall an Marinus Schöberl, im Rechtsstreit um die rechtsextreme Bekleidungsmarke Thor Steinar sowie bezüglich der Anklage der Volksverhetzung durch ein Plakat, welches Gerald Asamoah zeigte (Freispruch wegen Volksverhetzung, Beleidigung verjährt). Hinzu kamen im Rahmen der Mauerschützenprozesse 19 Verfahren mit 31 Angeklagten in Neuruppin, die für 19 Todesschützen mit Bewährungsstrafen endeten. Des Weiteren wurden hier die Mitglieder der XY-Bande verurteilt.

## Richter
- Franz Eichhoff (Landgerichtspräsident 1926 bis 1933)